# Guiu d'Ivrea
Guiu d'Ivrea fou Marquès d'Ivrea del 951 al 965 
Era fill de Berenguer II d'Itàlia i Willa d'Arle, i germà d'Adalbert II d'Ivrea i de Conrad d'Ivrea, i fou investit amb la marca d'Ivrea quan fou restaurada a la pujada al tron del seu pare i el seu germà Adalbert (desembre del 950, si bé la data de restauració varia segons les fonts entre 951 i 958). Va combatre al costat del seu pare i el seu germà contra l'emperador Otó I de Saxònia.
Berenguer i Adalbert després d'una valenta resistència es van retirar de la fortalesa de Sant Leo el 963. Berenguer II va ser capturat i Adalbert II va fugir a Fraxinètum al sud de França que en aquest moment estava sota domini sarraí, des d'on va arribar a l'illa de Còrsega.
L'esposa de Berenguer II, Willa (que s'havia atrinxerat a la fortalesa del Llac d'Orta) va ser capturada un temps després i junt al seu marit va ser traslladada a Bamberg, on el rei va morir el 966.
Otó I va redimensionar la marca d'Ivrea i la va reconèixer a Guido (964). En aquest any Adalbert II va tornar a Itàlia (amb l'ajut de Guiu i el seu germà Conrad) i va intentar recuperar la corona. El 965 després dels enfrontaments amb l'exèrcit dirigit pel duc de Suabia Bucard III, Guiu va ser assassinat i Adalberto va retirar definitivament cap a Borgonya. Conrad, que en el darrer moment havia abandonat als seus germans, va rebre la marca d'Ivrea.